# Тамбовгальванотехника
Акционерное общество «Тамбовгальванотехника» имени С. И. Лившица (АО «ТАГАТ» им. С.И. Лившица) — завод в Тамбове, специализирующийся на проектировании и производстве гальванической техники. Единственное в Российской Федерации специализированное предприятие, осуществляющее проектирование и изготовление оборудования для нанесения гальванических, химических и анодизационных покрытий, а также систем очистки сточных вод, образующихся в процессе гальванизации. Основан в 1941 году как производственное объединение «Гальванотехника», носит имя одного из своих создателей — Семёна Ильича Лившица, многие годы руководившего заводом. Последние восемь лет АО «ТАГАТ» входит в группу компаний «АРТИ».

## История
Создан на базе Винницкой ремонтной базы № 9 Народного комиссариата обороны СССР, которая в июне-августе 1941 года была передислоцирована в Тамбов, а в 1942 году переименована в ремзавод № 9.
В годы Великой Отечественной войны завод занимался ремонтом тракторов.
В 1967 году заводом впервые в стране был освоен выпуск автоматических линий гальванических покрытий. В январе 1968 года в ведение завода было передано Центральное конструкторское бюро оборудования гальванопокрытий (ЦКБОГ).
В 1976 году Тамбовский механический завод был переименован в завод гальванического оборудования, а ЦКБОГ — в Центральное конструкторское бюро оборудования гальванопокрытий.
Приказом Минстанкопрома СССР от 30.12.1985 было образовано Научно-производственное объединение по оборудованию гальванических покрытий в составе: ЦКБОГ (головное) и Тамбовский завод гальванического оборудования, а приказом того же министерства от 12.03.1986 научно-производственное объединение было реорганизовано в производственное объединение по оборудованию гальванических покрытий, головным предприятием в котором стал завод гальванического оборудования.
В 1976 году директором завода становится заслуженный машиностроитель РСФСР С. И. Лившиц, проработавший в этой должности на предприятии вплоть до своей смерти в 1997 году. Под его руководством в производство было внедрено свыше 10 000 гальванических автоматических линий. В 2005 году заводу присвоено его имя.

## В наше время
Предприятие занимается проектированием и изготовлением оборудования для нанесения гальванических, химических и анодизационных покрытий. Предприятие обладает 84 авторскими свидетельствами на изобретение, патентами на изобретения и свидетельствами на промышленные образцы.
Участвует в реконструкции заводов, входящих в состав крупнейших корпораций отечественного машиностроения и приборостроения: Концерн ПВО «Алмаз-Антей», корпорации МИГ, РОСКОСМОС, РОСАТОМ, ТРАНСМАШХОЛДИНГ, Вертолёты России, а также ОАО «ОДК» и ОАО ГАЗПРОМ.